# Alfredo de Souza
Fefeu, właśc. Alfredo de Souza (ur. 18 maja 1940 w Niterói  – zm. 6 marca 2010 w São Gonçalo) − piłkarz brazylijski, występujący na pozycji ofensywnego pomocnika.

## Kariera klubowa
Karierę piłkarską Fefeu rozpoczął w Canto do Rio Niterói w 1963 roku. W 1964 roku został zawodnikiem CR Flamengo, w którym grał do 1966. Z Flamengo zdobył mistrzostwo stanu Rio de Janeiro – Campeonato Carioca w 1965 oraz wygrał Torneio Rio-São Paulo w 1964 roku. W barwach rubro-negro rozegrał 61 spotkań, w których strzelił 21 bramek.
W latach 1966–1968 był zawodnikiem São Paulo FC. W barwach São Paulo FC rozegrał 59 spotkań, w których strzelił 8 bramek.
Ostatni klubem w karierze Fefeu było Bangu AC, w którym z powodu kontuzji zakończył karierę w 1968 roku.

## Kariera reprezentacyjna
Jedyny raz w reprezentacji Brazylii Fefeu wystąpił 15 maja 1966 w zremisowanym 1-1 towarzyskim meczu z reprezentacją Chile.